# Nguyễn Khánh
Nguyễn Khánh (1927–2013) là một chính khách Việt Nam Cộng Hoà, ông từng giữ chức vụ Quốc trưởng và Thủ tướng của Việt Nam Cộng hòa và kiêm luôn các chức Tổng tư lệnh và Tổng Tham mưu trưởng Quân lực Việt Nam Cộng hòa trong giai đoạn 1964–1965. Ông nguyên là một cựu tướng lĩnh gốc Binh chủng Nhảy dù của Quân lực Việt Nam Cộng hòa, cấp bậc Đại tướng.

## Tiểu sử và binh nghiệp
Nguyễn Khánh sinh ngày 8 tháng 11 năm 1927 tại Trà Vinh, miền Tây Nam phần Việt Nam, trong một gia đình điền chủ giàu có. Thời niên thiếu, do gia đình có điều kiện nên ông được học hành đầy đủ. Năm 1944, ông tốt nghiệp Trung học chương trình Pháp tại Cần Thơ với văn bằng Tú tài bán phần (Part I). Năm 1945, sau khi Cách mạng tháng 8 nổ ra, đang học lớp Đệ nhất (lớp 12 bây giờ), ông bỏ học tham gia phong trào Việt Minh tại địa phương một thời gian ngắn.
Giữa tháng 7 năm 1946, sau khi người Pháp tái chiếm Đông Dương, ông bỏ Việt Minh và nhập ngũ vào Quân đội Pháp. Do có trình độ Tú tài, ông được theo học khóa 1 Nguyễn Văn Thinh tại trường Võ bị Liên quân Viễn Đông Đà Lạt, khai giảng ngày 15 tháng 7 năm 1946. Ngày 1 tháng 7 năm 1947 mãn khóa tốt nghiệp với cấp bậc Thiếu úy và được điều đi phục vụ ở Tiểu đoàn 2 Vệ binh Nam Việt giữ chức vụ Trung đội trưởng.

### Quân đội Liên hiệp Pháp
Đầu năm 1948, chuyển biên chế sang Quân đội Liên hiệp Pháp, ông được cử đi du học và tốt nghiệp khóa Đông Dương tại Học viện Quân sự Coetquidan và Võ bị Saint Cyr, Pháp. Thời kỳ này ông lấy tên là "Raymond Khánh". Sau khi mãn khóa học, về lại đơn vị và ngày 1 tháng 7 cùng năm ông được thăng cấp Trung úy. Tháng 12 cuối năm, ông là sĩ quan duy nhất được cử đi du học lớp huấn luyện Nhảy dù tại trường Nhảy dù Pau (Pháp), thụ huấn bằng dù T.7 và Phi cơ Ju.52. Ngày 1 tháng 6 năm 1949, ông được cử làm sĩ quan tùy viên cho Thủ tướng Nguyễn Văn Xuân.
Đầu năm 1950, ông được thăng cấp Đại úy và được cử làm Đại đội trưởng Đại đội 1 Nhảy dù Biệt lập (một trong các Trung đội trưởng dưới quyền của ông lúc bấy giờ là Trung úy Đỗ Cao Trí). Ngày 1 tháng 5 năm 1951, Tiểu đoàn 1 Nhảy dù được thành lập. Ngày 21 tháng 1 năm 1952, ông được cử giữ chức vụ Tiểu đoàn trưởng Tiểu đoàn 1 thay thế Đại úy Albert Lê Quang Triệu. Ban đầu, Tiểu đoàn đóng tại Chí Hòa (Sài Gòn), cuối năm chuyển ra Bắc, tham gia chiến dịch tại Hòa Bình trong thời gian ngắn. Một tháng sau, ông nhận lệnh bàn giao chức vụ Tiểu đoàn trưởng Tiểu đoàn 1 Nhảy dù lại cho sĩ quan người Pháp.

### Quân đội Quốc gia Việt Nam
Tháng 3 năm 1952, khi chính thức chuyển sang phục vụ Quân đội Quốc gia, ông được cử làm Tiểu đoàn trưởng Tiểu đoàn 22 Việt Nam (22e BVN). Tháng 8 cùng năm, ông được thăng cấp Thiếu tá và chuyển đi làm Tiểu đoàn trưởng Tiểu đoàn 13 Việt Nam (13e BVN), đồn trú tại Cần Thơ. Đầu năm 1953, ông được cử giữ chức Tiểu khu trưởng Biệt khu Cần thơ. Cuối năm này, ông được thăng cấp Trung tá kiêm chức vụ Chỉ huy trưởng Liên đoàn Lưu động số 11 tân lập tại Cần Thơ.
Tháng 4 năm 1954, ông được điều về Bộ Tổng tham mưu giữ chức vụ Trưởng phòng 6. Giữa tháng 9, bàn giao chức vụ Trưởng phòng 6 lại cho Trung tá Trần Đình Lan. Tháng 11, ông được cử đi học lớp tham mưu tại Trường Tham mưu Trung cấp Paris, Pháp.
Đầu tháng 3 năm 1955, sau khi mãn khóa học từ Pháp về nước, ông được chỉ định làm Chỉ huy trưởng Phân khu Cần Thơ kiêm Tỉnh trưởng Cần Thơ. Ngày 10 tháng 3 năm 1955, ông chủ toạ buổi lễ hợp tác của Thiếu tá Nguyễn Thành Đầy thuộc Lực lượng Hòa Hảo Dân xã, đem 1.500 quân thuộc quyền về quy thuận Chính phủ Quốc gia tại Cần Thơ. Cuối tháng 3, ông được cử giữ chức vụ Thanh tra trưởng của Lực lượng Nhảy dù. Giữa tháng 6, ông được chuyển về Trung ương giữ chức vụ Tham mưu phó tại Bộ Tổng tham mưu. Ngày 1 tháng 7, ông được cử làm Phụ tá Tổng tham mưu trưởng đặc trách Không quân. Ngày 20 tháng 8, bàn giao chức vụ Phụ tá Không quân lại cho Thiếu tá Trần Văn Hổ. Trung tuần tháng 9, ông được cử làm Chỉ huy phó Chiến dịch Hoàng Diệu, dưới quyền Chỉ huy trưởng là Đại tá Dương Văn Minh.

## Dưới nền Đệ nhất Cộng hòa

### Quân đội Việt Nam Cộng hòa
Sau khi Chính thể Đệ nhất Cộng hòa được thành lập vào hạ tuần tháng 10 năm 1955, ông được thăng cấp Đại tá. Đầu năm 1956, ông được bổ nhiệm làm Tư lệnh Sư đoàn 1 Dã chiến thay thế Thiếu tướng Lê Văn Nghiêm. Giữa năm 1957, nhận lệnh bàn giao Sư đoàn 1 Dã chiến lại cho Đại tá Tôn Thất Đính, 2 tháng sau ông được cử đi du học lớp Chỉ huy Tham mưu cao cấp tại Học viện Chỉ huy và Tham mưu Fort Leavenworth thuộc Tiểu bang Kansas, Hoa Kỳ (thời gian thụ huấn 16 tuần). Sau đó được du học tiếp lớp Tham mưu và Phối hợp Đồng minh tại Nhật Bản. Tháng 9 năm 1958 từ Nhật về nước, ông được cử giữ chức vụ Tư lệnh Miền Hậu Giang.
Ngày 18 tháng 8 năm 1959, ông được bổ nhiệm làm quyền Tổng thư ký Thường trực Quốc phòng thuộc Phủ Tổng thống. Ngày 21 tháng 1 năm 1960, ông được thăng cấp Thiếu tướng và được bổ nhiệm chức vụ Tư lệnh Đệ ngũ Quân khu. Giữa tháng 9 cùng năm, ông được chuyển về Bộ Tổng tham mưu giữ chức vụ Tham mưu trưởng thay thế Thiếu tướng Phạm Xuân Chiểu được chỉ định làm Chỉ huy trưởng Trường Đại học Quân sự (tiền thân của Trường Chỉ huy Tham mưu). Ông giữ vai trò quan trọng trong việc tổ chức phản công dẫn đến sự thất bại của vụ Đảo chính ngày 11/11/1960 do Đại tá Nguyễn Chánh Thi cầm đầu. Năm 1961, ông được cử làm Trưởng đoàn hướng dẫn Phái đoàn công du thăm viếng Đài Loan.
Ngày 17 tháng 12 năm 1962, bàn giao chức vụ Tham mưu trưởng Bộ Tổng tham mưu lại cho Thiếu tướng Trần Thiện Khiêm để đi nhận chức vụ Tư lệnh Quân đoàn II và Vùng 2 Chiến thuật thay thế Thiếu tướng Tôn Thất Đính. Khi cuộc Đảo chính ngày 1/11/1963 nổ ra, ông đã án binh bất động và không tỏ rõ thái độ. Ngày 2 tháng 11, cuộc đảo chính thành công, ông tuyên bố ủng hộ Hội đồng Quân nhân Cách mạng. Do đó, ông được Hội đồng Quân nhân Cách mạng thăng cấp Trung tướng. Ngày 11 tháng 12 năm 1963, hoán chuyển nhiệm vụ với Trung tướng Đỗ Cao Trí giữ chức vụ Tư lệnh Quân đoàn I, ngược lại tướng Trí thay ông Tư lệnh Quân đoàn II.

### Đỉnh cao quyền lực
Nhưng chỉ sau đó 3 tháng, nửa đêm về sáng ngày 30 tháng 1 năm 1964 được sự ủng hộ của Mỹ và "nhóm các tướng trẻ", ông đã cầm đầu cuộc "Chỉnh lý", cướp quyền và truất phế các tướng lĩnh chủ chốt cuộc đảo chính ngày 1/11/1963 là Dương Văn Minh, Trần Văn Đôn và Mai Hữu Xuân.
Bộ chỉ huy cầm đầu cuộc Chỉnh lý đặt trong Tòa Hành chính tỉnh Gia Định do Đại tá Huỳnh Văn Tồn làm Tỉnh trưởng, được sự bảo vệ của Tiểu đoàn 2 Thủy quân lục chiến do Thiếu tá Cổ Tấn Tinh Châu làm Tiểu đoàn trưởng
Ngay sau đó, ông được bầu làm Chủ tịch Hội đồng Quân nhân Cách mạng thay thế Trung tướng Dương Văn Minh đồng thời cử Thiếu tướng Tôn Thất Xứng thay ông làm Tư lệnh Quân đoàn I. Ngày 7/2/1964, ông được Hội đồng Quân nhân Cách mạng cử làm Thủ tướng thay thế ông Nguyễn Ngọc Thơ. Ngày 21/3/1964 cải danh Hội đồng Quân nhân Cách mạng thành Hội đồng Quân đội Cách mạng. Ngày 22/3/1964, được các tướng lãnh trong Hội đồng Quân nhân Cách mạng bầu làm Chủ tịch Ban Chỉ đạo Hội đồng Quân đội Cách mạng.
Ngày 16 tháng 8, ông được Đại Hội đồng Quân đội Cách mạng bầu làm Quốc trưởng Việt Nam Cộng hòa. Sau đó với tư cách Quốc trưởng, ông ban hành Hiến chương Vũng Tàu thay thế Hiến pháp của nền Đệ nhất Cộng hòa. Tuy nhiên, ông vấp phải sự phản đối quyết liệt của các đảng phái và quần chúng.
Ngày 26/8/1964, Hội đồng Quân đội tuyên cáo thu hồi Hiến chương Vũng Tàu, đồng thời Hội đồng này gồm 53 thành viên tướng lãnh thành lập Ủy ban Lãnh đạo Lâm thời Quốc gia và Quân lực và bầu ra Cơ chế Lãnh đạo "Tam đầu chế", nhân sự được ủy nhiệm như sau:
- Quốc trưởng: Trung tướng Dương Văn Minh
- Thủ tướng: Trung tướng Nguyễn Khánh
- Tổng tư lệnh Quân đội: Đại tướng Trần Thiện Khiêm

Tuy nhiên, đến ngày 3/9/1964 "Tam đầu chế" tự giải thể. Sau đó, thành phần trong Nội các Chính phủ do ông làm Thủ tướng lần lượt từ chức. Ngày 8/10/1964, ông tự kiêm nhiệm Tổng tư lệnh Quân đội tháy thế Đại tướng Trần Thiện Khiêm. Ngày 24 tháng 10, "Thượng Hội đồng Quốc gia" được triệu tập và bầu Kỹ sư Phan Khắc Sửu làm Quốc trưởng. Ngày 24/10/1964, ông từ chức Thủ tướng, chỉ còn giữ chức Chủ tịch Hội đồng Quốc gia và Quân lực kiêm Tổng tư lệnh Quân đội. Ngay sau đó tân Quốc trưởng Phan Khắc Sửu cử Giáo sư Trần Văn Hương làm Thủ tướng và thành lập Nội các Chính phủ.
Ngày 27/11/1964, ông được Quốc trưởng Phan Khắc Sửu thăng lên cấp Đại tướng (trước đó, ngày 24/11 Trung tướng Dương Văn Minh đã được Quốc trưởng thăng cấp Đại tướng). Ngày 16 tháng 2 năm 1965, ông thừa ủy nhiệm Hội đồng Quốc gia và Quân lực bổ nhiệm Bác sĩ Phan Huy Quát làm Thủ tướng thay thế Giáo sư Trần Văn Hương.
Tình hình miền Nam dưới sự quản lý của ông ngày càng loạn lạc: giai đoạn ông nắm quyền là giai đoạn nổ ra nhiều cuộc đảo chính nhất. Ngày 13 tháng 9 năm 1964, các tướng Dương Văn Đức, Lâm Văn Phát kéo quân về Sài Gòn thị uy. Ngày 19 tháng 2 năm 1965, cuộc đảo chính do tướng Lâm Văn Phát và Đại tá Phạm Ngọc Thảo cầm đầu, suýt bắt được ông. Nhờ sự ủng hộ của nhóm các tướng trẻ, ông mới giữ được tình hình.

## Hạ bệ
Do chủ trương đưa quân Mỹ vào tham chiến ở Việt Nam và lời tuyên bố "Quân đội là cha quốc gia!", uy tín của ông càng lúc càng xuống thấp và ngày càng mất lòng dân. Nhóm các tướng trẻ, do đó, thống nhất truất phế ông. Ngày 21 tháng 2 năm 1965, ông bị thu hồi tất cả các chức vụ đã đảm nhiệm và ngày 22/2/1965 ông phải nhận chức đại sứ lưu động ở nước ngoài. Trước khi đi, ngày 25 tháng 2, ông còn nắm theo một miếng đất và tuyên bố: "Tôi có mang theo nắm đất quê hương, một ngày nào đó nhất định sẽ trở về". Tuy nhiên, lời tuyên bố này cho đến khi qua đời ông vẫn không thể thực hiện được.

## Huy chương
- Bảo quốc Huân chương đệ nhị đẳng (ân thưởng)
- Nhiều huy chương quân sự, dân sự của Việt Nam Cộng hòa và Đồng minh

## Cuộc sống lưu vong
Trong phim tài liệu Heart & Mind của đạo diễn Peter Davis do đài BBC Anh quốc sản xuất năm 1974 và đoạt giải Oscar cho phim tài liệu hay nhất năm 1975, Nguyễn Khánh cho biết chính Đại tướng Maxwell D. Taylor của Mỹ đã đích thân ra lệnh cho ông ta phải rời khỏi Việt Nam. Thậm chí, Nguyễn Khánh còn lén ghi âm lại lệnh "lưu đày không chính thức" này của Taylor.
Sau khi rời Việt Nam, Nguyễn Khánh ở Hoa Kỳ một thời gian ngắn. Từ năm 1966, ông sang Pháp bằng trợ cấp dành cho những người từng phục vụ quân đội Pháp ở Đông Dương. Sau năm 1975, ông định cư tại Mỹ, sinh sống bằng nghề kinh doanh xăng dầu và sửa chữa ôtô.
Ngày 2 tháng 1 năm 2005, tại Đại hội quốc dân lần 2 (California, Mỹ), ông được bầu làm Quốc trưởng của "Chính phủ Lâm thời Việt Nam Tự do" ở tuổi gần 80.
Trong cuộc họp báo ngày 17 tháng 8 năm 2008 tại thành phố Garden Grove (Nam California, Mỹ), với danh nghĩa Quốc trưởng "Chính phủ Lâm thời Việt Nam Tự do", Nguyễn Khánh tuyên bố "sẽ tự giải tán Chính phủ ngay khi một Liên Minh Dân tộc, với sứ mạng bảo vệ chủ quyền đất nước, giành lại tự do, dân chủ cho nhân dân Việt Nam được thành lập".
Nguyễn Khánh mất ngày 11 tháng 1 năm 2013 tại San Jose, California, Hoa Kỳ.

## Đời tư

Ông Nguyễn Khánh năm 2000

Về đời tư, Nguyễn Khánh được xem là người con có hiếu nghĩa. Do mẹ ruột mất sớm, ông được sự chăm sóc bởi người mẹ kế là nghệ sĩ Phùng Há và chịu nhiều ảnh hưởng của bà. Sau năm 1975, ông ba lần đến cơ quan đại diện ngoại giao Việt Nam tại Mỹ để xin về Việt Nam (vào các năm 1989, 1997, 1998) để phụng dưỡng bà nhưng đều bị từ chối.
Ông có cha là Nguyễn Bửu và mẹ là Phạm Lệ Trân. Vợ ông là Nguyên Lê Trần và cả hai có tổng cộng 7 người con.